# Race across the Alps
Das Race across the Alps (RATA) ist ein dem Extremsport zugeschriebener, einmal jährlich im Sommer ausgetragener durch Österreich, die Schweiz und Italien führender Straßen-Radmarathon.

## Geschichte
Ins Leben gerufen wurde die Veranstaltung von Franz Venier, Othmar Peer und Max Wassermann, dem ehemaligen Organisator des Dreiländergiro. Venier, ein bekannter Tiroler Extremsportler, wollte 2000 beweisen, dass es möglich ist, elf Anstiege der Hors Catégorie mit insgesamt 14.535 Höhenmetern innerhalb von 32 Stunden zu erklimmen. Seine Fahrt wurde vom ORF dokumentiert und er erreichte nach rund 27 Stunden das Ziel.
Im Folgejahr kam es daraufhin mit 40 Teilnehmern zur ersten Austragung des RATA. Es hat mittlerweile eine sehr hohe Popularität erlangt, die Teilnehmerzahl übersteigt – auch auf Grund der zahlreichen Höchstschwierigkeiten – in der Regel jedoch nicht 50 Teilnehmer.
RTL Television überträgt das Rennen in Österreich teilweise live. Gleich bei der ersten Austragung des Race across the Alps konnte man einen Überraschungssieger verzeichnen, als sich der Österreicher Gerrit Glomser den ersten Platz sicherte. Glomser war bis dato lediglich als „normaler“ Radrennfahrer in Erscheinung getreten – zudem hatte er erst wenige Tage zuvor die Tour de Suisse beendet. Ähnlich verhält es sich mit dem Italiener Maurizio Vandelli, der bislang vier Auflagen gewinnen konnte – drei zwischen 2008 und 2010 sogar in Serie – und damit Rekordsieger des Rennens ist. Auch 2011 lag er in Führung, musste jedoch infolge einer Magenverstimmung aufgeben. Der Sieger des RATA erhält ein Preisgeld von 3000 Euro, der Zweitplatzierte 2000 Euro und der Drittplatzierte 1000 Euro. Es folgen Abstufungen bis zu 200 Euro für den zehnten Rang.

## Streckenverlauf
Start- und Zielort des Race across the Alps ist traditionell die Gemeinde Nauders im Westen Tirols. Die durch Österreich, die Schweiz und Italien führende Strecke misst in der Regel 540 Kilometer und ist damit etwa so lang wie die Maratona dles Dolomites (138 km), der Dreiländergiro (168 / 134 km) und der Ötztaler Radmarathon (238 km) zusammengerechnet. Es müssen zirka 13.700 Höhenmeter erklettert werden und angestrebtes Ziel eines jeden teilnehmenden Radfahrers ist es, das RATA binnen 24 Stunden zu beenden. Um als „Finisher“ gelistet zu werden, darf ein 32-Stunden-Limit nicht überschritten werden. Die Strecke ist während des RATA nicht gesperrt, da es sich um eine so genannte Radtouristik-Veranstaltung handelt. Die Fahrer müssen also auch auf den Straßenverkehr achten und die Straßenverkehrsordnungen strikt beachten.

## Rekorde
Im Jahr 2021 gewann der Tiroler Dominik Schranz das Rennen in der neuen Rekordzeit von 20 Stunden und 03 Minuten vor dem Deutschen Thomas Hoffmeister mit 20 Stunden und 33 Minuten. Damit blieben beide unter der bisher schnellsten Zeit des bis dato vierfach Siegers Robert Petzold
Im Jahr 2023 gewann Robert Petzold zum fünften Mal das RATA und ist somit der alleinige Rekordsieger. 
Die bislang schnellste Durchfahrt des Rennens gelang im Jahr 2024 Philip Handl in 19:40:42,5 Stunden.
Der Streckenverlauf beinhaltete folgende Passhöhen:
Reschenpass – Stilfser Joch – Gaviapass – Passo dell'Aprica – Mortirolopass – Passo dell'Aprica – Berninapass – Albulapass – Flüelapass – Ofenpass – Umbrailpass – Reschenpass

## Siegerliste
| Jahr | Strecke in km | Höhen- meter | Sieger                                  | Zweiter Platz           | Dritter Platz                        |
| ---- | ------------- | ------------ | --------------------------------------- | ----------------------- | ------------------------------------ |
| 2024 | 525           | 14.500       | Philip Handl/AUT                        | Robert Müller/GER       | Jack Burke/CAN                       |
| 2023 | 525           | 14.500       | Robert Petzold/GER                      | Frederic Pasqualini/AUT | Robert Müller/GER                    |
| 2022 | 525           | 14.000       | Robert Müller/GER                       | Frederic Pasqualini/AUT | Tobias Heß/GER                       |
| 2021 | 533           | 13.600       | Dominik Schranz/AUT                     | Thomas Hoffmeister/GER  | Robert Müller/GER                    |
| 2019 | 450 A         | 10.700       | Thomas Hoffmeister/GER                  | Robert Berger/AUT       | Paul Lindner/AUT                     |
| 2018 | 533           | 13.600       | Robert Petzold/GER Daniel Rubisoier/AUT | –                       | Dominik Schranz/AUT                  |
| 2017 | 533           | 13.600       | Robert Petzold/GER                      | Patrick Hagenaars/AUT   | Matthias Reinfried/GER               |
| 2016 | 533           | 13.600       | Robert Petzold/GER                      | Walter Sageder/AUT      | Severin Zotter/AUT                   |
| 2015 | 533           | 13.600       | Robert Petzold/GER                      | Walter Sageder/AUT      | Ralph Diseviscourt/LUX               |
| 2014 | 533           | 13.600       | Daniel Rubisoier/AUT                    | Venier Franz/AUT        | Severin Zotter/AUT                   |
| 2013 | 533           | 13.600       | Daniel Rubisoier/AUT                    | Rainer Steinberger/GER  | Thomas Strebel/SUI                   |
| 2012 | 533           | 13.600       | Daniel Rubisoier/AUT                    | Patrick Grüner/AUT      | Paul Lindner/AUT Daniel Schnider/SUI |
| 2011 | 533           | 13.600       | Reto Schoch/SUI                         | Thomas Strebel/SUI      | Cesare Richini Plinio/ITA            |
| 2010 | 533           | 13.600       | Maurizio Vandelli/ITA                   | Paul Lindner/AUT        | Pierre Bischoff/GER                  |
| 2009 | 533           | 13.600       | Maurizio Vandelli/ITA                   | Eckkehard Dörschlag/AUT | Heinz Zörweg/AUT                     |
| 2008 | 533           | 13.600       | Maurizio Vandelli/ITA                   | Heinz Zörweg/AUT        | Daniel Wyss/SUI                      |
| 2007 | 533           | 13.600       | Rene Fischer/AUT                        | Christoph Strasser/AUT  | Samuel Nagel/SUI                     |
| 2006 | 540           | 13.720       | Paul Lindner/AUT                        | Wolfgang Fasching/AUT   | Rene Fischer/AUT                     |
| 2005 | 540           | 13.720       | Daniel Wyss/SUI                         | Samuel Nagel/SUI        | Gernot Turnosky/AUT                  |
| 2004 | 540           | 13.720       | Valentin Zeller/AUT                     | Samuel Nagel/SUI        | Dominique Briand/FRA                 |
| 2003 | 540           | 13.720       | Maurizio Vandelli/ITA                   | Daniel Wyss/SUI         | Andrea Clavadetscher/SUI             |
| 2002 | 540           | 13.720       | Paul Lindner/AUT                        | Marko Baloh/SLO         | Jure Robic/SLO                       |
| 2001 | 509           | 12.150       | Gerrit Glomser/AUT                      | Marko Baloh/SLO         | Herbert Meneweger/AUT                |